# Xenotrecha huebneri
Xenotrecha huebneri är en spindeldjursart som beskrevs av Paul Jean Baptiste Maury 1982. Xenotrecha huebneri ingår i släktet Xenotrecha och familjen Ammotrechidae. Inga underarter finns listade i Catalogue of Life.